# Mišićno vlakance
Mišićno vlakance odnosno miofibrila (lat. myofibrilla, fibrilla muscularis)  je štapićasta građevna jedinica mišićnoga vlakna. Grade ju niti od miozina i aktina (globularni aktin, G-aktin, aktinski monomer, tanka mišićna nit), bjelančevinasta molekula.
Mišićno vlakance je organela cilindričnog profila. Tvore ju tanke i debele mišićne niti. Niti su posložene u snopove koji su pravilni. Mnoštvo tih snopova ispunjava sarkoplazmu mišićnih vlakana koštanih mišića i srčanih mišićnih stanica
Mišićna vlakanca su smještena pravilno uzdužno u sarkoplazmi. Unutrašnjost ovojnice mišićnog vlakna (sarkoleme) ispunjena je tom sarkoplazmom. Svaki dio mišićnih vlakanaca ne lomi svjetlo na jednaki način, zbog čega pod mikroskopom vidimo naizmjence poredana tamna i svijetla polja, odnosno poprečno su isprugani (niti ulaze jedne među druge, pa pod mikroskopom koštani mišić je prugasta izgleda
), od čega ime poprečno-prugastog mišića. Ovo je posljedica drukčijeg rasporeda bjelančevinskih niti (filamenata) od kojih su građeni, aktinskih i miozinskih. Aktinske su niti tanje, a miozinske deblje. Ako su nazočne i aktinske i miozinske niti, pruga će biti tamna, a ako su nazočne samo aktinske, pruga je svijetla. Obično tamno mišićno vlakance (miofibrila) sadrži oko 1500 miozinskih i 3000 aktinskih niti.
Bjelančevina koja vezuje aktinske niti je nebulin, a miozinske niti skupa drži bjelančevina titin.
Veliki broj mišićnih vlakana (mišićnih stanica, miofibrila) povezanih u snopove tvore prugaste mišiće. Svako mišićno vlakno u sastavu ima od nekoliko stotina do nekoliko tisuća mišićnih vlakanaca (miofibrila). Njih okružuje sarkoplazmatska mrežica i sustav poprečnih cjevčica. One su u biti uvrnuća stanične membrane.
Mikrofilamenti tvore mišićna vlakanca, to jest mikrofilamenti su oni od kojih su građena mišićna vlakanca, prije svega u eukariotskim stanicama gdje su stalni dio građe (stanični kostur), kao što su mišićne stanice.
Mišićna vlakanca su nositelji mišićne kontrakcije (stezanje mišića) i osnovne su kontraktilne jedinice. Kad se mišić steže, niti od aktina kližu po po miozinskim nitima te se međusobno se približavaju, zbog čega se cijeli mišić skraćuje.

## Vanjske poveznice
- Tresk, Anica, PMF Zagreb: Odgovori na postavljena pitanja - Biologija. Mišići i sve vezano za njihov rad i građu